# Bulbine striata
Bulbine striata är en grästrädsväxtart som beskrevs av Baijnath och Van Jaarsv. Bulbine striata ingår i släktet bulbiner, och familjen grästrädsväxter. Inga underarter finns listade i Catalogue of Life.